# Площадь Франтишка Богушевича
Площадь Франтишка Богушевича (бел. Плошча Францішка Багушэвіча) — площадь в Московском районе города Минска.

## История
Площадь названа в честь 150-летия со дня рождения Франциска-Бенедикта (Франтишка) Казимировича Богушевича (1840—1900) — белорусского и польского поэта, прозаика, общественного деятеля, публициста, переводчика и одного из основоположников новой белорусской литературы. 
Образована в 70-е годы на пересечении вновь созданных общегородских магистралей — проспекта Дзержинского и новой трассы улицы Клары Цеткин. До 1990 года в неофициальных источниках иногда называлась площадью Ногина по существовавшей тогда улице Ногина, пересекавшей площадь, но это название никогда официально не утверждалось и является «народным».

## Расположение
Площадь располагается на пересечении проспекта Дзержинского, улицы Клары Цеткин и улицы Немига в историческом районе Плещанка. Вокруг площади расположены музыкальный театр, Сендайский сквер, улица Карла Либкнехта, Северный переулок, Иерусалимская улица и улица Михаила Гебелева. 7 ноября 2020 года здесь была открыта одноимённая станция метро. 